# Eclipse lunar de 24 de março de 1978
| Eclipse Lunar Total 24 de março de 1978           | Eclipse Lunar Total 24 de março de 1978 |
| ------------------------------------------------- | --------------------------------------- |
| A Lua mergulhou na sombra da Terra em 91 minutos. |                                         |
| Gamma                                             | -0,2140                                 |
| Saros (e membro)                                  | 122 (54 de 74)                          |
| Sequência de eclipses lunares                     |                                         |
| Anterior                                          | 27 de setembro de 1977                  |
| Próximo                                           | 16 de setembro de 1978                  |
| Duração (hr:mn:sc)                                |                                         |
| Penumbral                                         | 5:45:02                                 |
| Parcial                                           | 3:38:35                                 |
| Total                                             | 1:30:40                                 |
| Fases e Horários do Eclipse (UTC)                 |                                         |
| P1                                                | 13:29:47                                |
| U1                                                | 14:33:05                                |
| U2                                                | 15:37:02                                |
| Máximo                                            | 16:22:21                                |
| U3                                                | 17:07:42                                |
| U4                                                | 18:11:40                                |
| P4                                                | 19:14:49                                |

O eclipse lunar de 24 de março de 1978 foi um eclipse total, o primeiro de dois eclipses lunares do ano. Teve magnitude penumbral de 2,4790 e umbral de 1,4518. Teve duração total de 91 minutos.
A Lua foi mergulhada na escuridão por 1 hora e 31 minutos, em um profundo eclipse total que viu a Lua com 45% de seu diâmetro dentro da sombra umbral da Terra. O efeito visual disso depende do estado da atmosfera da Terra, mas a Lua pode ter sido manchada com uma cor vermelha intensa. O eclipse parcial durou 3 horas e 39 minutos no total.
A Lua mergulhou dentro da metade sul da sombra da Terra, em nodo ascendente, dentro da constelação de Virgem.

## Série Saros
Eclipse pertencente ao ciclo lunar Saros de série 122, sendo este de número 54, totalizando 74 eclipses da série. O eclipse anterior do ciclo foi o eclipse total de 13 de março de 1960, e o eclipse seguinte será com o eclipse total de 4 de abril de 1996.

## Visibilidade
Foi visível na Europa, África, Ásia, Oceania, e noroeste da América do Norte.
| Região do planeta onde foi visível durante o máximo do eclipse - 16:22 UTC. A Indonésia, obteve a melhor observação do meio do eclipse, de onde foi visível à meia-noite. |
| Mapa de visibilidade do eclipse |